# 岩田聖子
岩田 聖子（いわた せいこ、1981年3月3日）は日本の女子射撃選手。青森県出身。仙台市立南光台中学校、仙台育英学園高等学校、東洋大学卒業。日立システムズ所属。
カタール、ドーハで開催された2006年アジア競技大会では女子50mフリーライフル3ポジション個人25位、女子50mフリーライフル・60/60（伏射）個人28位、女子10mエアーライフル個人27位の成績を残した。
広州市で開催された2010年アジア競技大会代表、女子50mライフル3ポジション個人22位、女子50mライフル3ポジション団体5位、女子50mライフル伏射個人銅メダル獲得、女子50mライフル伏射団体6位、女子10mエアライフル個人25位。